# Maria-Wächtler-Gymnasium
Das Maria-Wächtler-Gymnasium (schulintern kurz: MWG; ehemals Maria-Wächtler-Schule) ist ein Ganztagsgymnasium im Essener Stadtteil Rüttenscheid. Außerdem ist das Maria-Wächtler-Gymnasium eine zertifizierte Europa- und MINT-Schule mit bilingualem Zweig, ebenso wie Teil des Netzwerks Schule ohne Rassismus - Schule mit Courage.

## Geschichte
1896 wurde die Einrichtung zunächst als Privatschule für höhere Töchter von Maria Wächtler gegründet. Am 26. April 1896 eröffnete sie, noch ohne Zustimmung der Behörden, die Schule. 1897 wurde die Privatschule anerkannt und Wächtler zog in ein Gebäude in der Dreilindenstraße um. 1908 erfolgte per Gesetz der Angleich der Mädchenschule an die Knabenschulen und, da Wächtler nun auch akademisch ausgebildete Lehrer beschäftigte, erlangte die Schule 1909 den Status eines evangelischen Lyzeums. Thorsten Korthaus wurde 2016 Schulleiter des Gymnasiums, nachdem er es zuvor ein Jahr lang kommissarisch geleitet hatte.
Die Namensgeberin und Gründerin, Maria Wächtler (* 12. Januar 1853 in Essen; † 31. Mai 1915 in Liebenwerda) war Tochter des Essener Superintendenten Karl Gottlieb Wächtler. Sie war in ihrer Schule die erste Direktorin.
Heute (2023) ist die Lehranstalt ein Gymnasium mit bilingualem Schwerpunkt (deutsch-englisch) und bietet darüber hinaus die Möglichkeit der Ganztagsschule an. Es wird von 1021 Schülerinnen und Schülern besucht und zurzeit unterrichten über 100 Lehrer und weitere Mitarbeiter.

## Besonderheiten
- Die Schule verfügt über zwei Gebäude: das Hauptgebäude in der Rosastraße 75 sowie das Nebengebäude in der Isenbergstraße 77, das früher einer Hauptschule gehörte, die dann aber schloss. Im Nebengebäude sind die Unterstufenschüler (Jg. 5–7) untergebracht.
- Das MWG führte 1972 als erstes Gymnasium in NRW mit dem bilingualen Bildungsgang ein Sprachenlernkonzept mit der Zielsprache Englisch[7]
- Seit Oktober 2007 ist das MWG auch zertifizierte Europaschule in Nordrhein-Westfalen.
- Seit dem 19. November 2009 besitzt das Gymnasium die Auszeichnung „Schule ohne Rassismus – Schule mit Courage“[8]
- Das Maria-Wächtler-Gymnasium ist Partnerschule und Austauschschule mit der
  - Brisbane Girls Grammar School in Australien
  - Junedalsskolan in Jönköping in Schweden
  - Wolfert Tweetalig in Rotterdam, Niederlande
  - Changhzou No1 Highschool in China
- DELF scolaire (französisch) Abschlüsse  und auch das Cambridge Zertifikat (CAE) (englisch) sind möglich.
- Die Schule nimmt am Modellprojekt „Ganz In“ (das neue Ganztagsgymnasium NRW) des Institut für Schulentwicklungsforschung teil.[9]
- Das Gymnasium ist Teil des MINT-Excellence-Netzwerkes (MINT-EC).[10][11]

## Bekannte Schüler und Lehrer

### Schüler
- Caroline Muhr (1925–1978; geborene Charlotte Klemp, verheiratete Puhl), Schriftstellerin und Liedermacherin
- Elke Heidenreich (* 1943), Schriftstellerin, Literaturkritikerin, Kabarettistin, Moderatorin, Journalistin und Opern-Librettistin (wechselte 1958 auf eine Bonner Schule und absolvierte dort ihr Abitur)[12]
- Britta Altenkamp (* 1964), Politikerin (SPD)[13]
- Oliver Kohl (* 1964), General
- Susanne Wieseler (* 1969), geborene Herwig, Fernsehmoderatorin, Journalistin, Filmemacherin und Autorin[14]
- Konrad Lischka (* 1979), Journalist[15]
- Miron Janowitsch Fjodorow (* 1985, Pseudonym: Oxxxymiron), russischer Rapper

### Lehrer
- Janine Beermann (* 1983), Hockeyspielerin
- Mareike Adams (* 1990), Ruderin und aktive Lehrerin am Maria-Wächtler-Gymnasium